# Reservelazarettorganisation

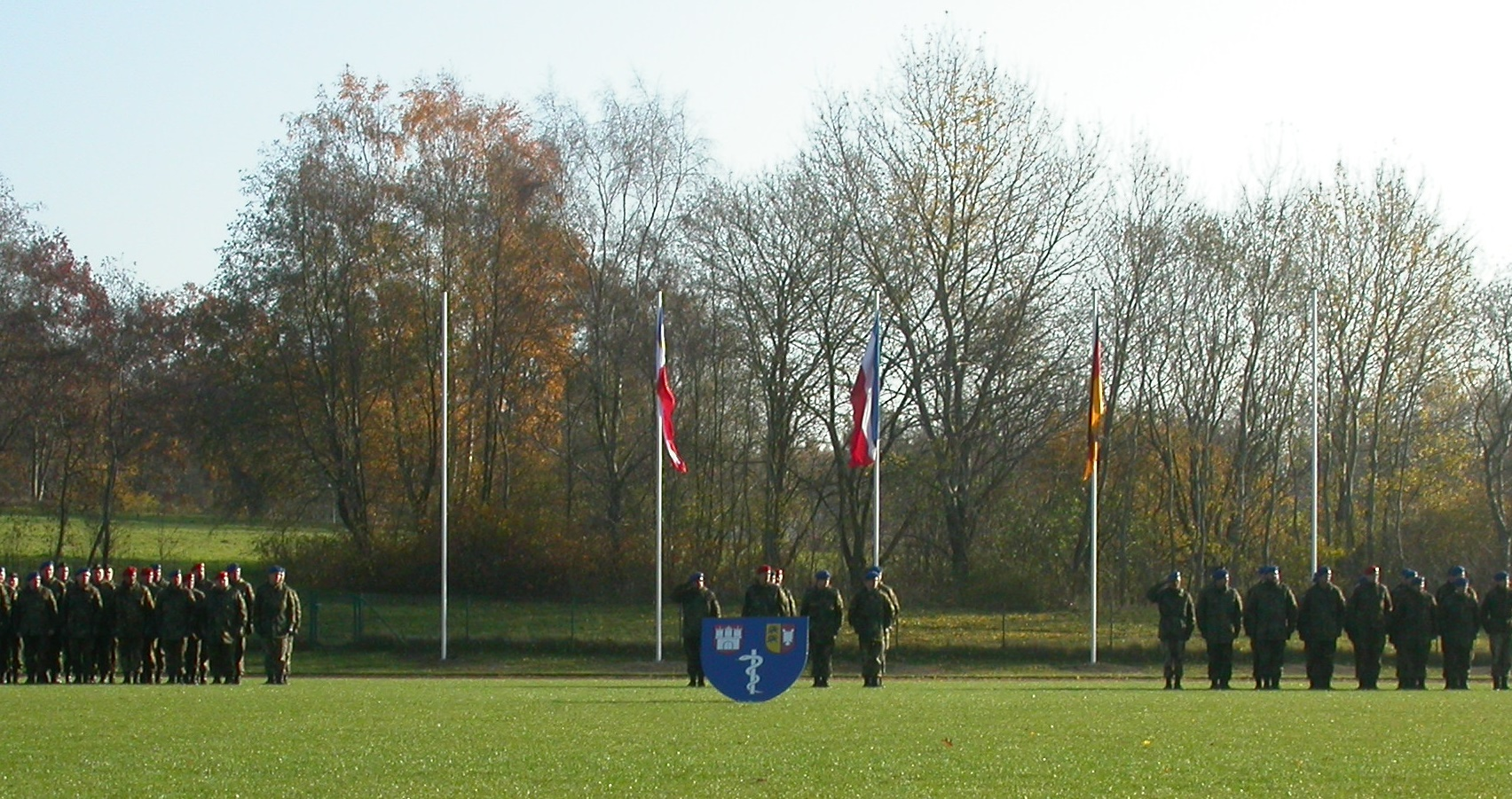
Kommandoübergabe des LazRgt 71 (na) in Breitenburg (2003)

Die Reservelazarettorganisation war eine sanitätsdienstliche Einrichtung der Bundeswehr. Mit Lazaretten sollte sie im Verteidigungsfall die Versorgung und Rehabilitation von verwundeten Soldaten deutscher und verbündeter Truppen gewährleisten.

## Hintergrund

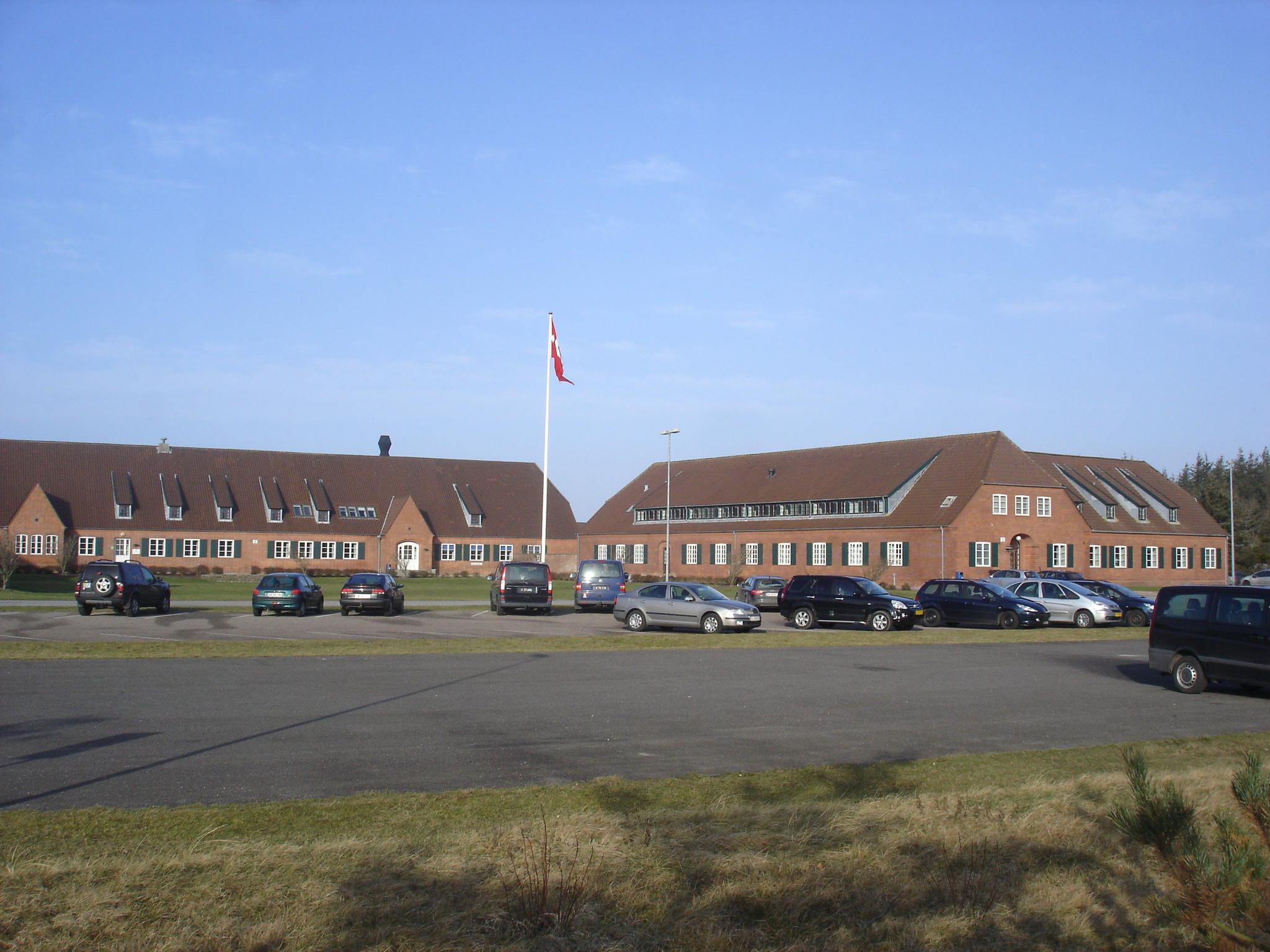
Übungsort in Nymindegab

Im Kalten Krieg begann die Bundesregierung 1963 mit der (Wieder-)Aufstellung der Reservelazarettorganisation. Ernst Rebentisch war die treibende Kraft. Soweit bei der geringen Tiefe des Bundesgebiets möglich, wurden die Reservelazarettgruppen als Geräteeinheiten im rückwärtigen Westen, später auch im verbündeten Ausland (Niederlande, Dänemark, Norwegen) eingerichtet. Bis 1990 wurden es 126 Reservelazarettgruppen mit ungefähr 126.000 Betten. Sie gehörten zum Territorialheer und waren der bei weitem größte Reservebereich der Bundeswehr.

## Aufgabe und Struktur
Nach den Verbandplätzen im Frontgebiet sollte eine Reservelazarettgruppe die weitergehende operative Behandlung und abschließende Rehabilitation (!) gewährleisten. Ortsfeste Lazarette wären nur in Form der (früher 15) Bundeswehrkrankenhäuser vorhanden gewesen. Eine Reservelazarettgruppe entsprach einem Bataillon und bestand aus einer Stabs- und Versorgungskompanie und fünf Reservelazaretten (Kompanien) mit je 200 Betten. Die Behandlungskapazität einer ResLazGrp wurde mit etwa 8.000 Verwundeten angesetzt. Im Verteidigungsfall wären die Gruppen in leergezogene Kasernen, in Schulen und andere öffentliche Gebäude eingerückt. Oft lagen die einzelnen Lazarette nicht zusammen, sondern verteilt auf Entfernungen bis zu 40 km.
Die Reservelazarettgruppen und ihre Lazarette hatten OP-Gruppen mit verschiedenen fachärztlichen Schwerpunkten. Später wurden die Behandlungskapazitäten durch die Zivil-Militärische Zusammenarbeit erweitert: Depotgerät wurde Partnerkrankenhäusern zur Verfügung gestellt. Ärztliches, pflegerisches und technisches Führungs- und Funktionspersonal absolvierte „weiße Wehrübungen“ in zivilen Häusern.
Die Reservelazarettgruppen wurden 1975 in nicht oder teilaktiven Lazarettregimentern zusammengefasst und aktiven Sanitätskommandos unterstellt, die ihrerseits in teilgekaderten Lazarettregimentern aufgingen. Ein Lazarettregiment umfasste sechs bis acht Reservelazarettgruppen und war für fünf Krankensammel- und Transportkompanien, zwei medizinische und chemische Untersuchungsstellen und eine Feldprosektur zuständig.

### Personal

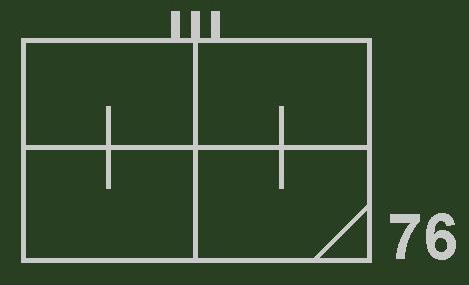
Taktisches Zeichen LazRgt 76 (na)

Das Personal einer ResLazGrp bestand weit überwiegend aus mob-beorderten Reservisten aller Teilstreitkräfte. Die Lazarettgruppen wurden von einem Oberstarzt als Kommandeur und seinem Stab geführt. Die Chefs der Lazarette waren Stabs- oder Oberstabsärzte. Für die Personalverwaltung war im Frieden aktives Kaderpersonal zuständig, das einem Offizier im Sanitätsdienst (Hauptmann) unterstand. Zur Unterstützung des Stabes dienten die Stabsabteilungen S 1, S 2, S 3, S 4 und S 6 sowie Truppenverwaltung, Militärseelsorge, Apotheke, Psychologietrupp, Kraftfahrzeuggruppe, Feldküche und Instandsetzung. Die Akutversorgung oblag dem Behandlungszug der Stabs- und Versorgungskompanie. Niedergelassene Fachärzte und habilitierte Kliniker verschiedener Fachrichtungen unterstanden truppendienstlich dem (aktiven, nichtmedizinischen) Kompaniechef, fachlich dem Kommandeur. Auch in den Lazaretten waren die Chefs in erster Linie für die militärische Führung verantwortlich. Der Chef des 1. Lazaretts war meistens der (inoffizielle) Vertreter des Kommandeurs.

Kommandoflagge Gruppenkommandeur

Dienstposten (F) des Kaderpersonals
4 Offiziere des Sanitätsdienstes
8 Unteroffiziere
8 Mannschaften
Dienstposten (V) eines Lazaretts (5)
12 Sanitätsoffiziere
22 Unteroffiziere
3 Mannschaften
32 Zivilisten
Dienstposten (V) einer Reservelazarettgruppe
Stabs- und Versorgungskompanie: 49 Offiziere, 69 Unteroffiziere, 46 Mannschaften, 103 Zivilangestellte
5 Lazarette mit 60 Sanitätsoffizieren, 110 Unteroffizieren, 15	Mannschaften und 160 Zivilangestellten
Insgesamt: 109 Sanitäts-/Offiziere, 179 Unteroffiziere, 61 Mannschaften, 263 Zivilangestellte
Dienstposten (V) eines Lazarettregiments (na)
969 Sanitäts-/Offiziere
1.085 Unteroffiziere mit Portepée
704 Unteroffiziere ohne Portepée
1.115 Mannschaften
Insgesamt 3.873 Soldaten/Reservisten

### Material
Das Material wurde in Depots gelagert und von Unteroffizieren und Angestellten verwaltet, die dem Kaderpersonal unterstellt waren. Das Material war keineswegs veraltet, es wurde laufend gewartet, gepflegt und erneuert. Nach der Einschätzung des Bundesrechnungshofes lag der Materialwert einer Gruppe bei 16 Millionen DM. Meistens entsprach der Depotstandort auch dem Mobilmachungsstandort und der Liegenschaft, dem sog. K(riegs)-Objekt. Im Falle einer Mobilmachung musste alles mit eigenen und reklamierten Fahrzeugen zu den ResLazGrp verbracht werden. Besondere Bedeutung hatten die von der Deutschen Bundesbahn gecharterten Züge zum Verwundetentransport. Die Krankentransportkompanien (Schiene) mit jeweils 75 Soldaten übten bis 1995 fast jedes Jahr ein bis zwei Wochen.

## Neue Unterstellung und Auflösung
Mit der Auflösung des Territorialheeres 2001 entfielen die Territorialkommandos; die Reservelazarettorganisation wurde den vier aktiven Sanitätskommandos unterstellt. Nachdem seit Jahren Material aus den Depots abgesteuert und Mob-Beorderungen aufgehoben worden waren, wurde die Reservelazarettorganisation 2007 aufgelöst, weil „die alte Reservelazarettorganisation mit ihrer unbestrittenen Eignung zur Landesverteidigung für das neue Aufgabenspektrum der Bundeswehr nicht mehr geeignet ist“ (Kurt-Bernhard Nakath). 2003 wurde mit Oberfeldarzt Martina Rafelt zum ersten Mal eine Frau Kommandeur eines Lazarettregiments (Lazarettregiment 21 in Rennerod). Heute sind die Lazarettregimenter aktive Truppenteile, die auch bei Auslandseinsätzen der Bundeswehr verwendet werden.

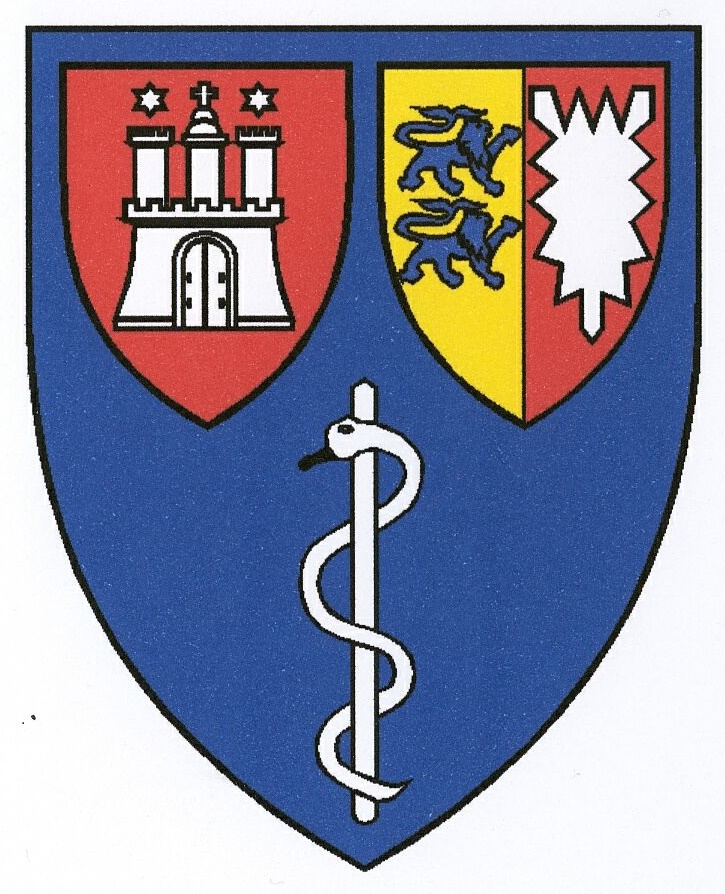
LazRgt 71
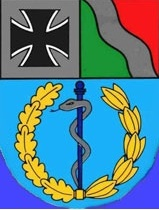
LazRgt 73
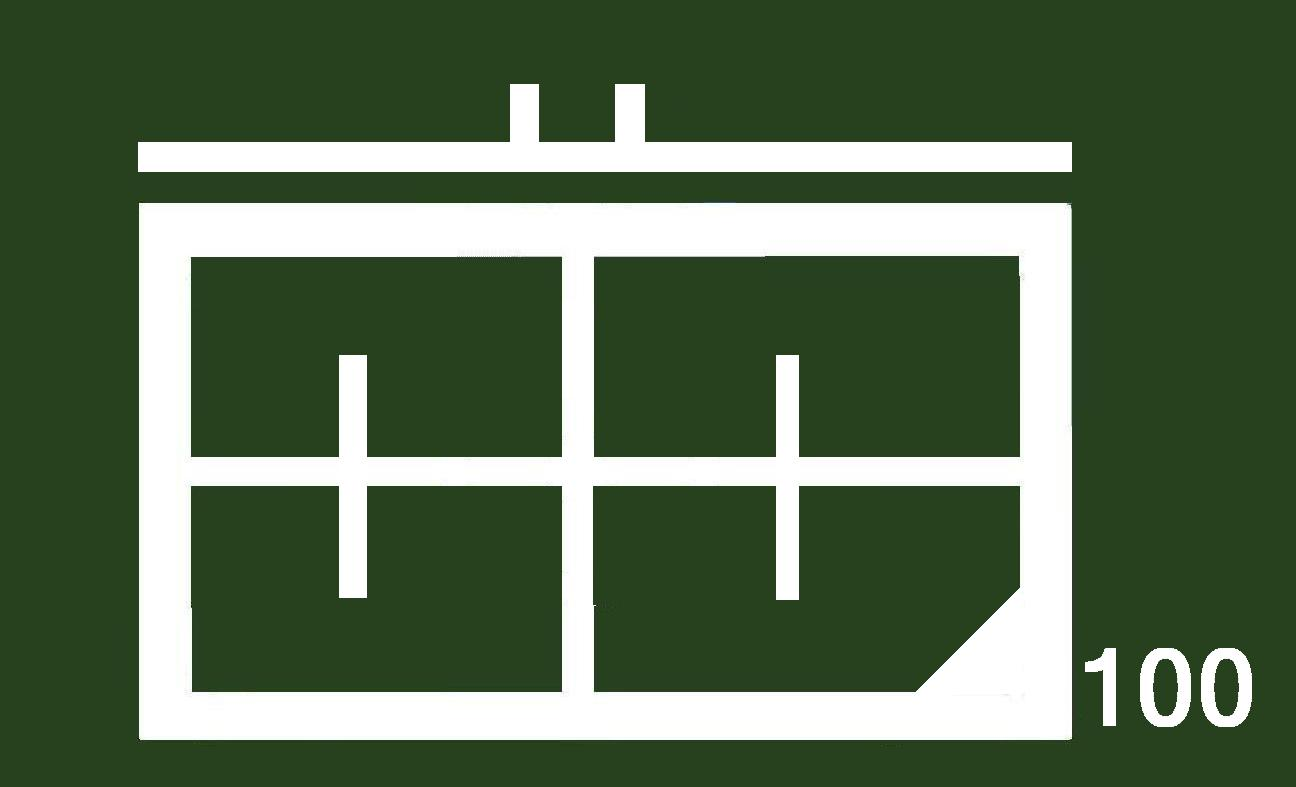
TZ ResLazGrp